# User 1 (soubor programů)
User 1 je soubor uživatelských programů pro počítače Sinclair ZX Spectrum a kompatibilní (například Didaktik). Všechny programy jsou českého původu, jejich autorem je Tomáš Vilím, který je napsal pod přezdívkou Universum. Vydavatelem souboru programů byla společnost Proxima – Software v. o. s., soubor byl vydán v roce 1992.

## Obsah

### Devast Ace
Devast Ace je monitor a disasembler strojového kódu procesoru Z80. Program umožňuje trasování strojového kódu, umožňuje i výpis programu v Basicu a odhalit některé finty použité programátorem k utajení některých funkcí programu. Program počítá se standardním způsobem volání některých podprogramů z ROM ZX Spectra, takže po instrukci rst 8 následuje výpis číselné hodnoty následujícího bytu, po instrukci rst 28 následuje sekvence číselných hodnot následujících bytů, dokud není nalezen byte s hodnotou 38.

### Devastace+
Devastace+ je varianta programu Devast Ace schopná běžet v obrazové paměti ZX Spectra. Díky tomu neumožňuje některé funkce.

### Wlezley 7
Wlezley 7 je program pro grafické práce. Umožňuje kreslit a opravovat sprity, tvořit fonty, zobrazovat a přepisovat texty a upravovat obrázky. Umožňuje také prohlížení programů v Basicu. Grafické práce jsou možné pouze s pixely, není možné vytvářet větší celky, jako úsečky nebo kružnice. Program běží v obrazové části paměti ZX Spectra. Předchůdcem programu je Wlezley Alfa.

### Gargantua, Pantagruel, David, Goliath
Gargantua, Pantagruel, David a Goliath jsou kopírovací programy. Vzájemně se liší v některých vlastnostech, např. velikostí volného místa pro kopírované soubory nebo způsobem komprimace kopírovaných souborů. Po operacích save, load a verify je možné vyslat na zvolený port libovolnou hodnotu.